# لي دانيال
لي دانيال (بالإنجليزية: Lee Daniel) هو مصور سينمائي أمريكي، ولد في 23 يناير 1962 في دالاس في الولايات المتحدة.

## وصلات خارجية
- لي دانيال على موقع IMDb (الإنجليزية)
- لي دانيال على موقع ألو سيني (الفرنسية)
- لي دانيال على موقع أول موفي (الإنجليزية)
- لي دانيال على موقع قاعدة بيانات الأفلام السويدية (السويدية)
- لي دانيال على موقع قاعدة بيانات الفيلم (الإنجليزية)
- لي دانيال على موقع كينوبويسك (الروسية)